# Ignacio Castro (gobernador de Querétaro)
Ignacio Castro; fue un político mexicano que desempeñó como gobernador de Querétaro desde el 18 de diciembre de 1872 al 16 de abril de 1873. Desempeño el cargo de Secretario de Gobierno de Querétaro, Prefecto  y Diputado por el Distrito del Centro (Santiago de Querétaro) en 1869  Diputado vicepresidente por el de San Juan del Río  y Presidente del Congreso; Vicegobernador y Gobernador de Querétaro  nombrado por la Legislatura Estatal  cuando la misma desconoció las funciones de José Francisco Bustamante  después de la renuncia de Julio M. Cervantes, asumiéndola del 19 de diciembre de 1872 al 16 de abril de 1873.